# 운행경유차 저공해화
운행경유차 저공해화사업은 수도권 지역의 대기질개선을 목적으로  수도권대기환경개선에관한 특별법을 제정 지난 2005년부터 대기관리권역을 중심으로 배출가스보증기간이 지난 특정경유자동차에 대해 엄격한 배출허용기준을 정하고 기준을 초과한 차량에 대해 배출가스 저감장치 부착 및 저공해엔진개조와 조기폐차시 보조금을 지원해주는 제도이다. 특히, 2008년부터는 서울시조례에 의거 총중량3.5톤 이상 7년 경과 경유차에 대해 매연저감장치 부착 등을 의무화하고 있으며, 2009년부터는 그 대상을 2.5톤까지 확대 추진할 계획이다.

## 운행 경유차 저공해 사업 대상
운행경유차 저공해화사업 대상은 대기관리권역에 등록된 경유차 중 배출가스 보증기간(총중량 3.5톤 이상 2년, 총중량 3.5톤 미만 5년)이 지난 경유자동차중 배출가스 정밀검사결과 기준을 초과하거나 서울시 경유자동차저공해촉진 및 지원 등에 관한 조레에 의한 의무화대상차량이 매연저감장치 부착(DPF, p-DPF, DOC) 또는 저공해엔진개조시 차종 및 장치에 따라 76~754만원을 지원해 주고 있으며, 차량소유자는 장치가격의 10%정도를 부담하게 된다.
또한 차령 7년이상된 경유차량소유자가 조기에 폐차를 하게 되면 분기별보험개발원에서 산정한 차량기준가액의 80%를 지원하되 소형은 100만원, 중형은 300만원, 대형은 600만원의 상한액이 정해져 있다
아울러 저공해사업에 참여하는 차량에 대해서는 환경개선부담금이 3년간 면제(DOC부착차량 제외)되며 배출가스정밀검사도 3년간 면제(DPF 및 p-DPF는 부착 2개월 전후 15일 이내에 실시하는 성능확인검사결과   기준에 적합한 경우)된다.